# 香雪美術館

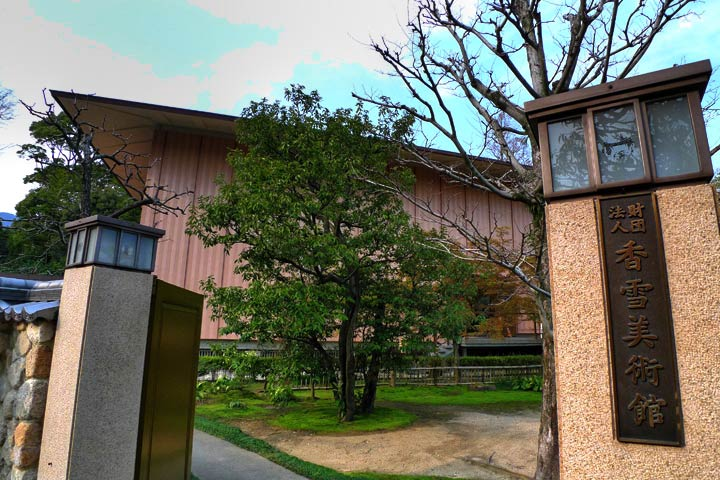

香雪美術館（日语：こうせつびじゅつかん）是位於日本兵庫縣神戶市東灘區的一座主要收藏展示東洋古美術品的美術館。該館源自於朝日新聞社創業者村山龍平的藏品，現在收藏有包括19件重要文化財、23件重要美術品在內的422件藏品。香雪美術館也是朝日新聞社、朝日放送、朝日電視台的主要股東之一。

## 外部連結
- 香雪美術館 （页面存档备份，存于）
- 中之島香雪美術館 （页面存档备份，存于）

34°43′27″N 135°15′22″E / 34.72417°N 135.25611°E